# Xinglong (socken i Kina, Shandong, lat 37,55, long 118,64)
Xinglong (kinesiska: 兴隆街道, 兴隆) är en socken i Kina. Den ligger i provinsen Shandong, i den östra delen av landet, omkring 180 kilometer nordost om provinshuvudstaden Jinan.
Genomsnittlig årsnederbörd är 653 millimeter. Den regnigaste månaden är juli, med i genomsnitt 240 mm nederbörd, och den torraste är januari, med 7 mm nederbörd.